# 디나르

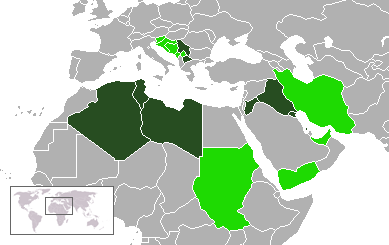
현재 디나르를 사용하는 나라.
예전에 디나르를 사용했던 나라.

디나르(dinar, دينار)는 여러 나라가 사용하는 공식 통화의 이름이다. 디나르는 이하의 각국에서 사용되고 있지만, 각각 독자적으로 발행되고 있기 때문에 가치는 각각 다르다. "디나르"라는 단어(دينار, динар / dinar, 커바일어: dinar)는 "주다"라는 의미를 가진 그리스어 (dinarion) (δίνω -dino)에서 유래되었다. 서아시아의 일부도 디나르 지역이다. 북마케도니아의 통화단위는 정확하게는 데나르(denar)이지만, 단어의 유래는 디나르와 같다.

## 역사
현대 디나르의 역사적인 선례는 중세 이슬람 제국의 주화인 디나르 금화와 디르함 은화로, 칼리파 압드 알말리크 이븐 마르완에 의해 히즈라력 77년(서기 696–697년)에 처음 발행되었다. "디나르"라는 단어는 라틴어 단어 "데나리우스"에서 유래되었는데, 이는 기원전 211년경에 처음 발행된 고대 로마의 은화이다.
쿠샨 제국은 기원후 1세기에 인도에 디나라라는 금화를 도입했고 굽타 제국과 그 후신국들도 6세기까지 디나라를 사용했다.
8세기 앵글로색슨 칠왕국 중 하나인 머시아의 오파 왕은 774년 아바스 칼리파 알만수르가 주조한 아바스 디나르를 차용해 뒷면에 'Offa Rex'가 중앙에 새겨진 주화를 발행했다. 아랍어 텍스트에 오류가 많아 아랍어에 대한 이해가 없었을 가능성이 높다. 이런 주화는 알안달루스와의 교역을 위해 제작된 것일 수도 있다. 이 주화를 만쿠스(Mancus)라고 부르는데 이 역시 아랍어에서 유래했다.

## 법정 통화

### 현재 디나르 또는 유사한 화폐를 사용하는 나라
| 나라         | 통화                | ISO 4217 코드 |
| ------------ | ------------------- | ------------- |
| 알제리       | 알제리 디나르       | DZD           |
| 바레인       | 바레인 디나르       | BHD           |
| 요르단       | 요르단 디나르       | JOD           |
| 쿠웨이트     | 쿠웨이트 디나르     | KWD           |
| 리비아       | 리비아 디나르       | LYD           |
| 이라크       | 이라크 디나르       | IQD           |
| 북마케도니아 | 북마케도니아 데나르 | MKD           |
| 세르비아     | 세르비아 디나르     | RSD           |
| 튀니지       | 튀니지 디나르       | TND           |

### 이전에 디나르를 사용했던 나라
- 아부다비: 1966년에서 1973년까지 사용되었던 아부다비 디나르 또는 바레인 디나르
- 보스니아 헤르체고비나: 보스니아 헤르체고비나 디나르
- 크로아티아: 크로아티아 디나르
- 이란: 이란 리알은 100 디나르로 나뉘었다.
- 세르비아 크라이나 공화국: 크라이나 디나르
- 스르프스카 공화국: 스르프스카 공화국 디나르
- 남예멘: 남예멘 디나르
- 수단: 수단 디나르
- 유고슬라비아: 유고슬라비아 디나르

## 같이 보기
- 북마케도니아 데나르
- 유고슬라비아 디나르
- 데나리우스 - 로마 제국의 화폐
- 달러
- 파운드 (화폐)